# 熱源設備
熱源設備（ねつげんせつび）とは、ひとまとまりの市街地（街区）・ビルディングなどの建築物・自動車・鉄道車両・船舶に熱を供給する設備をいう。

## 利用するエネルギー源
1960年代までは石炭、1970年代より重油などの石油類、1980年代からは大気汚染防止などの観点から都市ガス・電気が用いられるようになった。超高層ビルでは都市ガスや電気（又はこれらの併用）が用いられることが多い。
自動車や気動車ではエンジンの排熱やエンジン駆動の冷凍機、電車では電熱や電動機駆動の冷凍機、船舶ではエンジンの排熱利用のボイラーやエンジン駆動発電機で発電し電動機駆動の冷凍機を使用する場合が多い。

## 各エネルギーの特徴
- 電気 : 取り扱いが簡便で、燃焼を伴わないため安全性が高い。可搬型などの局所冷暖房機器を除くと設備費が高額。停電時に使えない
- 都市ガス : 大気汚染物質の排出が少ない。
- 石油 : 質量あたりの熱量が大きい。原油価格の影響を最も受ける。災害時の非常用燃料として使用しやすい。
- 石炭 : 熱量あたりの単価が安い。

## 未利用エネルギー
未利用エネルギーの利用により、省エネルギー・大気汚染防止・温室効果ガス削減が可能である。
- 排熱エネルギー : 工場・発電所・変電所・地下鉄・地下街
- 廃棄物エネルギー : 焼却炉・廃棄物燃料
- 温度差エネルギー : 河川・海水・地下水・下水道

これらの排熱は、コジェネレーション(熱併給発電)によって電気に変換されたりする。また、フランスやモロッコなどでは、公衆浴場のかまどの熱などを料理に使っている。

## 温熱源機器
- ヒートポンプ
- ボイラー
- 電熱機器

## 冷熱源機器
冷凍機と呼ばれる。
- 蒸気圧縮冷凍機
- 吸収式冷凍機
- 吸着式冷凍機

## 熱源機器の組み合わせ
| 温熱源                            | 冷熱源                                   | 特徴                                                                                  | 適用                           |
| ヒートポンプ                      | ヒートポンプ                             | 1つの熱源で冷暖房を行うことができる。                                                 | 中小規模建築物・鉄道車両       |
| 吸収式冷温水機                    | 吸収式冷温水機                           | 有資格者が不要。 供給区域内では都市ガス・その他の地域では石油が用いられることが多い。 | 電力消費を抑えたい中規模建築物 |
| ボイラー                          | 吸収式冷凍機                             | 蒸気と冷熱の同時供給に適する。                                                        | 病院・ホテル                   |
| ボイラー                          | ターボ冷凍機                             | ヒートポンプでの暖房が行いにくい寒冷地で用いられる。                                  | 大規模建築物                   |
| コージェネレーション排熱+ボイラー | 排熱利用吸収式冷凍機+電気駆動冷凍機+蓄熱 | 大規模施設で各種熱源の特徴を生かして用いられる。                                      | 地域熱供給                     |